# Ogrojec

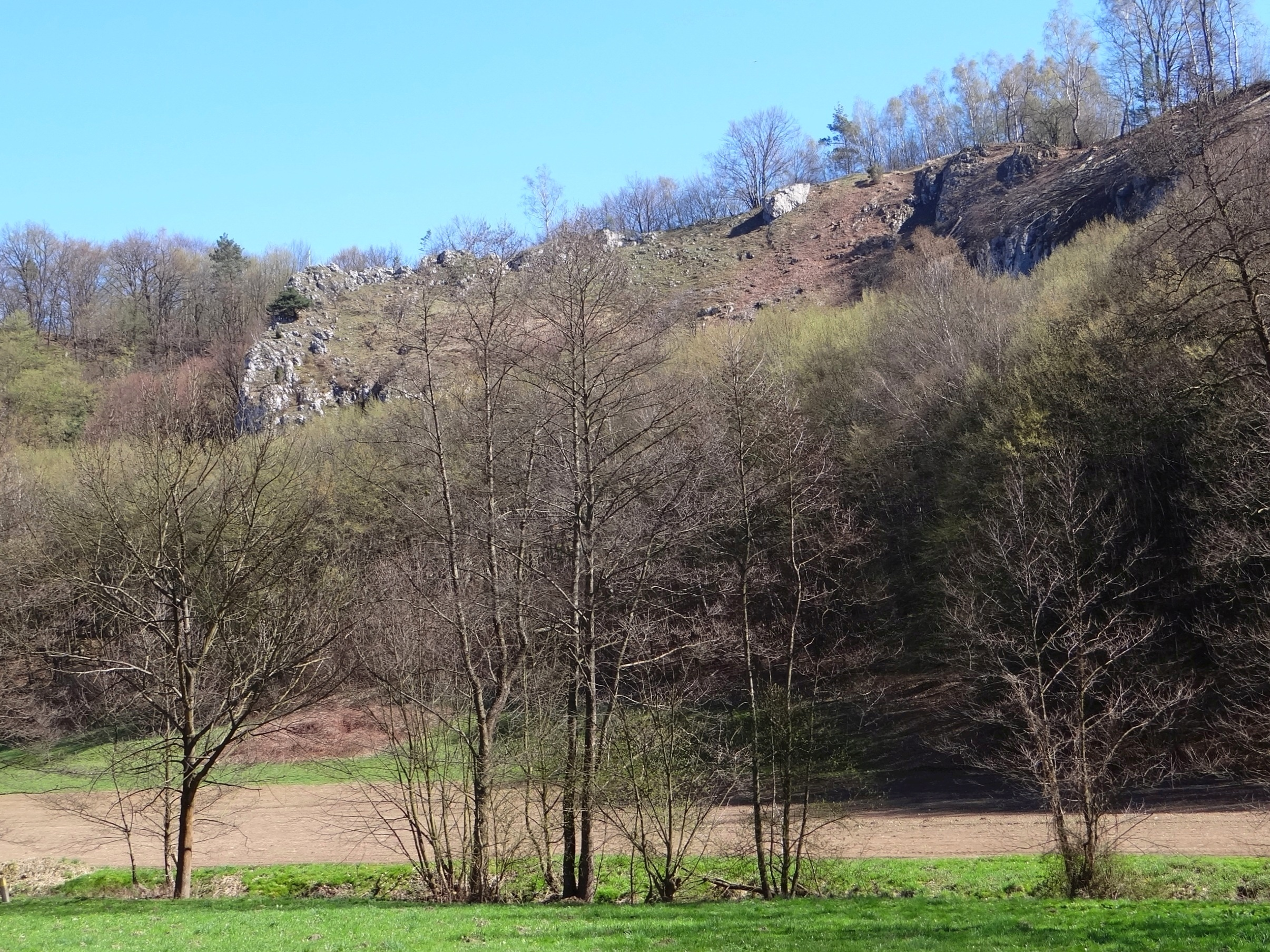
Pas skał Ogrojec w 2018 r.

Ogrojec – pas skał w lewych zboczach Doliny Prądnika w Ojcowskim Parku Narodowym. Ciągnie się na długości około 400 m od skały Wieża w kierunku skały Krzyżowa. Wieża jest najwyższym wzniesieniem tego pasma skał.
Ogrojec jest dobrze widoczny z drogi wiodącej dnem Doliny Prądnika na odcinku od skały Stokowej do zabudowań Domu Pomocy Społecznej braci Albertynów, dno doliny Prądnika na tym odcinku bowiem to płaska, duża łąka. Skały Ogrojca były silnie zarośnięte drzewami, ale przeprowadzono tutaj w ramach ochrony czynnej usunięcie zadrzewień.